# Chillán Viejo
Chillán Viejo is een gemeente in de Chileense provincie Diguillín in de regio Ñuble. Chillán Viejo telde 30.907 inwoners in 2017 en heeft een oppervlakte van 292 km².